# Tricimba grevei
Tricimba grevei är en tvåvingeart som beskrevs av Ismay 1993. Tricimba grevei ingår i släktet Tricimba och familjen fritflugor. Inga underarter finns listade i Catalogue of Life.